# Desmopsis neglecta
Desmopsis neglecta là loài thực vật có hoa thuộc họ Na. Loài này được (A.Rich.) R.E.Fr. mô tả khoa học đầu tiên năm 1927.